# Swarzędzkie Centrum Historii i Sztuki
Swarzędzkie Centrum Historii i Sztuki (pot. Muzeum Ziemi Swarzędzkiej) – muzeum historyczne i artystyczne w Swarzędzu.

## Historia
Muzeum powstało w 2018 z funduszy europejskich i budżetu partycypacyjnego (po 50%). Zajęło budynki dawnej remizy strażackiej. Ma na celu promowanie lokalnego dziedzictwa kulturalnego i zbieranie pamiątek z dziejów Swarzędza i regionu. Ma za zadanie upowszechniać tradycje i zabytki gminy, ze szczególnym uwzględnieniem zagadnień historii meblarstwa. Oprócz stałej ekspozycji muzeum organizuje prelekcje i lekcje muzealne. Korzysta z tradycyjnych gablot, makiet, jak i prezentacji multimedialnych (m.in. wirtualnego spaceru po mieście).

## Ekspozycja
Ekspozycja podzielona jest na następujące strefy:
- Strefa Stolarstwa ze stanowiskiem budowy wirtualnego mebla i ekspozycją narzędzi stolarskich,
- inscenizacja warsztatu stolarskiego,
- zbiory klasyczne: szyldy, katalogi, dyplomy, duże reprodukcje pocztówek i inne,
- podświetlana makieta miasta,
- Wirtualne Okna obrazujące historię miasta,
- Strefa Wielokulturowości,
- pamiątki strażackie, harcerskie i z powstania wielkopolskiego[1][3].

W planach jest włączenie placówki w miejski Swarzędzki Szlak Meblowy.

## Budynek remizy
Centrum znajduje się w budynku dawnej remizy strażackiej powstałej w 1913. Pierwotnie był to obiekt parterowy z dwiema bramami wjazdowymi dla wozów strażackich i wieżą. Bramy te są obecnie przeszklone. W 1964 do obiektu dobudowano piętro ze świetlicą i zapleczem gospodarczym. Od 2015 siedziba swarzędzkiej straży znajduje się w budynku Centrum Zarządzania Kryzysowego przy dworcu kolejowym. Na terenie muzeum istnieją nawiązania do pożarnictwa: wirtualna postać strażaka Floriana, ekspozycja historyczna i stanowisko do gaszenia pożaru (rzeczywistość wirtualna) w wieży.